# Mathieu Asselin (photographe)
Pour les articles homonymes, voir Asselin et Mathieu Asselin.

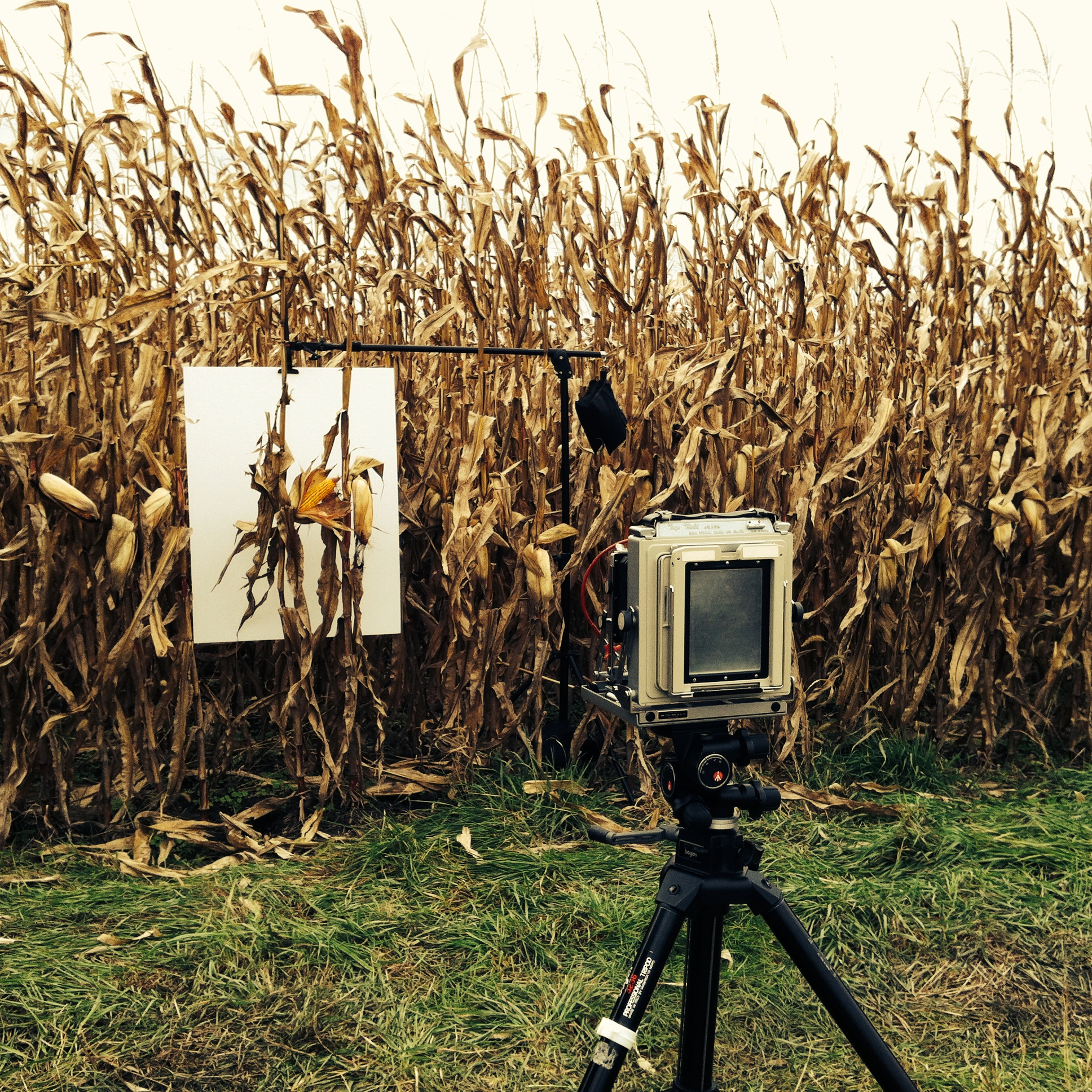
Réalisation de Monsanto : une enquête photographique

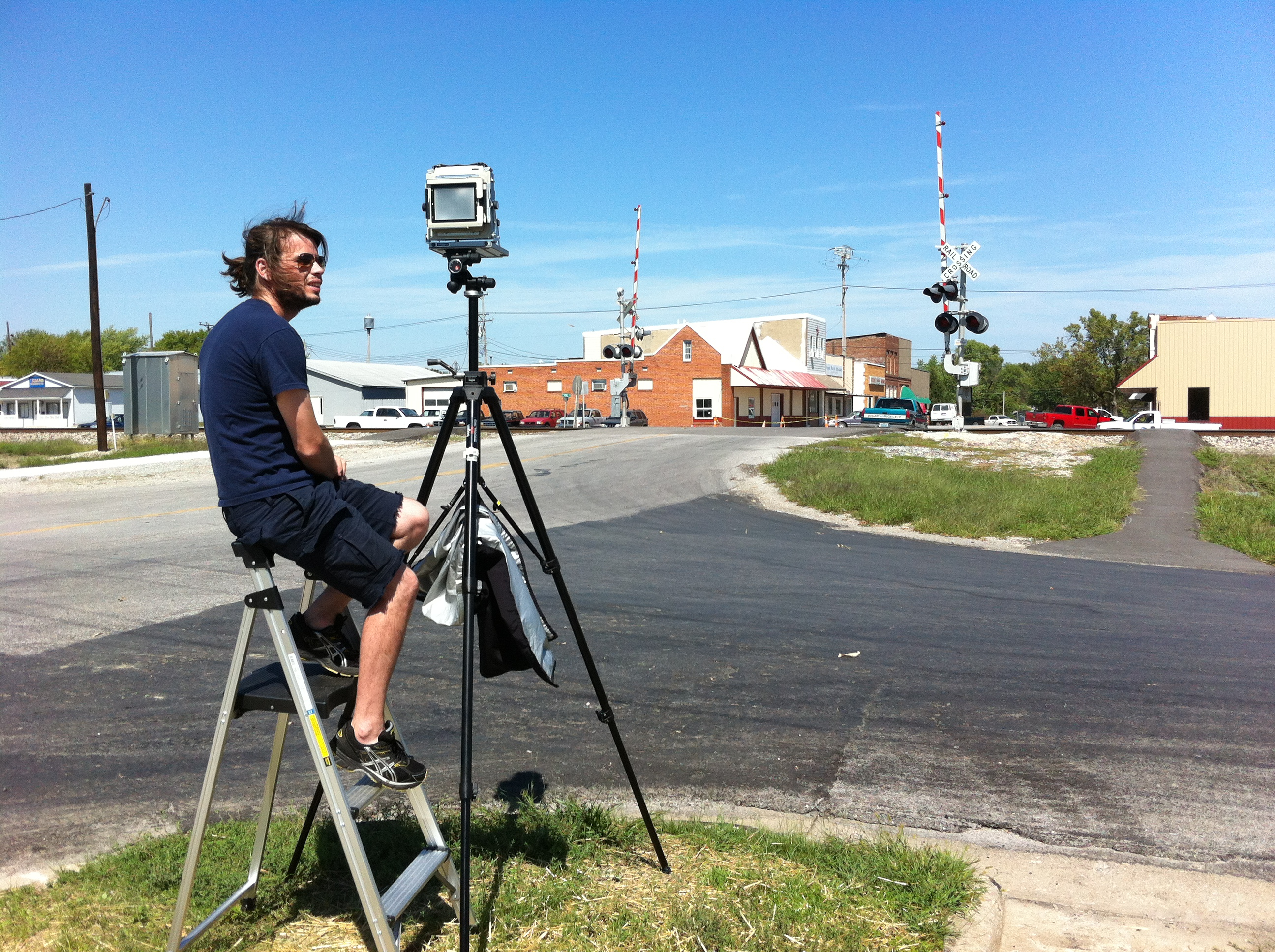
Réalisation de Monsanto : une enquête photographique

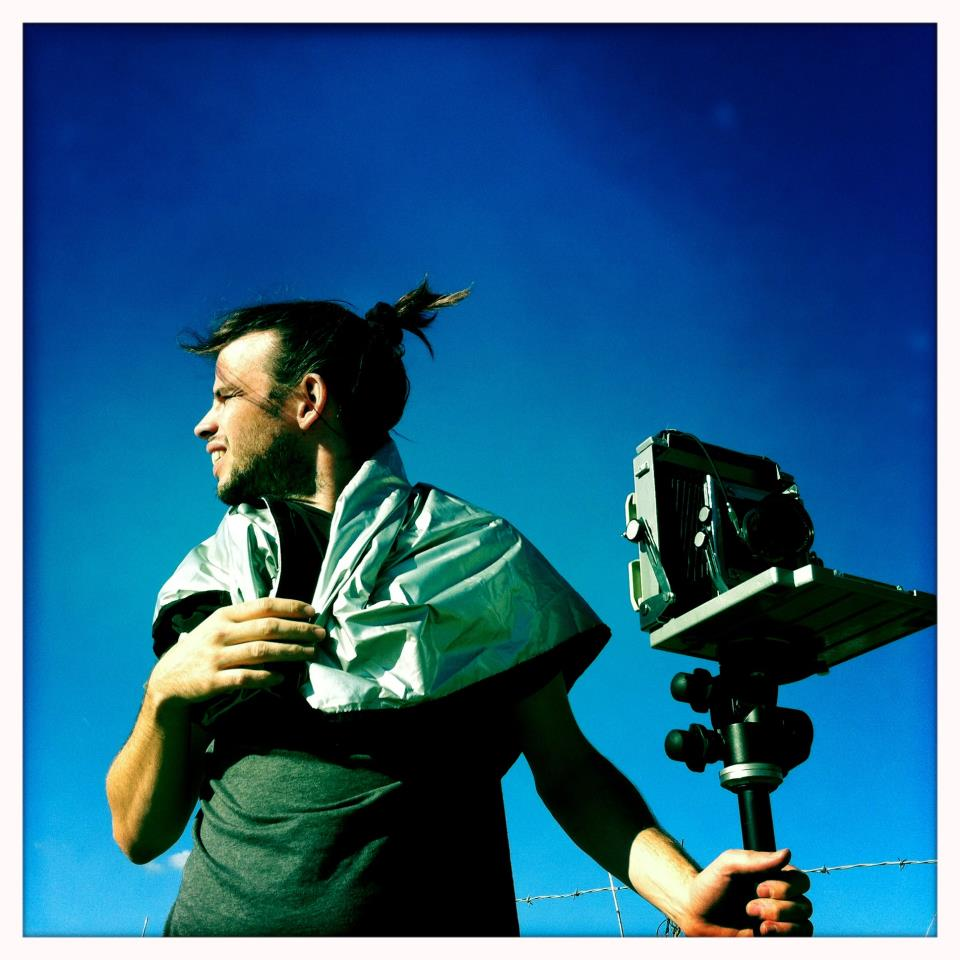
Réalisation de Monsanto : une enquête photographique

Mathieu Asselin, né le 25 juin 1973 à Aix-en-Provence, est un artiste photographe franco-vénézuélien, spécialisé dans la photographie documentaire.

## Biographie
Il est le fils de Jean-Claude Asselin qui se définit lui-même comme « citoyen du monde et écologiste » et qui a fait connaître à son fils Mathieu l'existence de la firme Monsanto. Après avoir obtenu un master à l'École nationale supérieure de la photographie (ENSP) d'Arles en France. Mathieu Asselin commence sa carrière de photographe en 1989 en travaillant dans la production de films à Caracas au Venezuela avec le réalisateur Alfredo Anzola, et continue ses travaux photographiques en Europe, en 2001 en France et en 2002 à Madrid. 
Ses travaux, basés sur des thèmes sociaux à travers des documentaires photographiques et des portraits, sont présentés dans les magazines et hebdomadaires, FOAM, British Journal of Photography, Libération, The New Yorker Photo booth, Geo, Der Freitag, Paris Match et exposés à New York, Miami, Washington, Caracas, Paris et Arles. 
Ainsi, en 2004, il se rend à Madrid et fait un reportage photographique sur le quartier Las Barranquillas (es) de Madrid, un bidonville qui constituait le plus grand hypermarché de la drogue en Europe avant son démantèlement.
De même, en 2011, il effectue un reportage photographique sur les dégâts causés par la tornade du 22 mai 2011 à Joplin, Missouri,.
En 2014, il est sélectionné à "Plat(t)form" (Forum de la Nouvelle Photographie Européenne) du Fotomuseum Winterthur (en) de Winterthour en Suisse. Il est également sélectionné comme artiste en résidence au Imagine Science Films Festival,,.
Jusqu'à 2017, il est photographe à plein temps et vit entre New-York et Arles.
En 2017, il édite un livre de photographies dédié aux effets du glyphosate, produit phytosanitaire du géant américain de la chimie Monsanto, sur la santé les populations du monde et sur l'environnement. Ce travail est le fruit de 5 ans d'enquête à partir de 2011,entre les États-Unis et le Viêt Nam sous forme de portraits, de paysages, de souvenirs, de vidéos et de documents divers. Le livre montre aussi les dégâts causés par l'agent orange de Monsanto sur les populations, qui affecte 3 millions de personnes au Viêt Nam, entre cancers et malformations, de nombreuses années après la guerre du Viêt Nam. Mathieu Asselin offre également au public ces photographies de personnes victimes de malformations de naissance dans une exposition aux Rencontres d'Arles de juillet à septembre 2017. Mathieu Asselin se définit lui-même comme engagé dans « la dénonciation des abus de pouvoir, l'indignation et le non-conformisme » et déclare vouloir « mettre l'image au service de l'histoire ».

## Expositions
- Expositions en solo :
  - 2010 : Galería Hacienda la Trinidad, Caracas, Venezuela ;
  - 2012 : Portrait of a Tornado Path. See Gallery, New York, États-Unis ;
  - 2013 : Portraits of Tornado Path. Indie Gallery, Tel Aviv, Israel ;
  - 2016 : Breda Photo Festival. Breda, Hollande ;
  - 2017 : Monsanto, une enquête photographique. Les Rencontres de la Photographie d'Arles, Arles, France ;
  - 2017 : Monsanto, une enquête photographique. Hangar J1, Marseille, France ;

- Expositions collectives :
  - 2011 : Venezuelan Portraits. Galería Espacio Mad, Caracas, Venezuela ;
  - 2012 : A Survey of Documentary Styles in Early 21st Century Photobooks. Gallery Carte Blanche, San Francisco, États-Unis ;
  - 2012 : Exhibiting Powerfull Images from The 99 Percent. International Center of Photography, New York, États-Unis ;
  - 2012 : A Survey of Documentary Styles in Early 21st Century Photobooks. Foto Week DC, Washington, États-Unis ;
  - 2015 : Realidades Instantáneas. Sala TAC, Caracas, Venezuela ;
  - 2016 : Photo Festival d'Athènes. Grèce ;
  - 2016 : First Book Award Exhibition Photo. Londres, Grande-Bretagne, et Breda, Hollande.

## Récompenses et distinctions

### Récompenses
- 2016, pour le livre Monsanto : une enquête photographique[15] :
  - Premier prix du Dummy Award du Fotobook Festival de Cassel (Allemagne)[16] ;
  - Mention spéciale du Luma Rencontres Dummy Book Award des Rencontres internationales de la photographie d'Arles (France)[17].

### Nominations
- 2011 : Présélectionné au Sony World Photography Awards Documentary Portrait (Grande-Bretagne) ;
- 2011 : The Grand Prize One Life Photography Award 2011 (États-Unis) ;
- 2016 : Nommé au Pictet Prix 2016 (Suisse) ;
- 2016 : Présélectionné au First Book Award (Grande-Bretagne) ;
- 2016 : Sélectionné au Bristol Photobook Festival. Bristol (Grande-Bretagne) ;
- 2016 : Finaliste à Lens Culture. Lens (France).
- 2017 : Présélectionné au Aperture First Book Award ;

## Publications

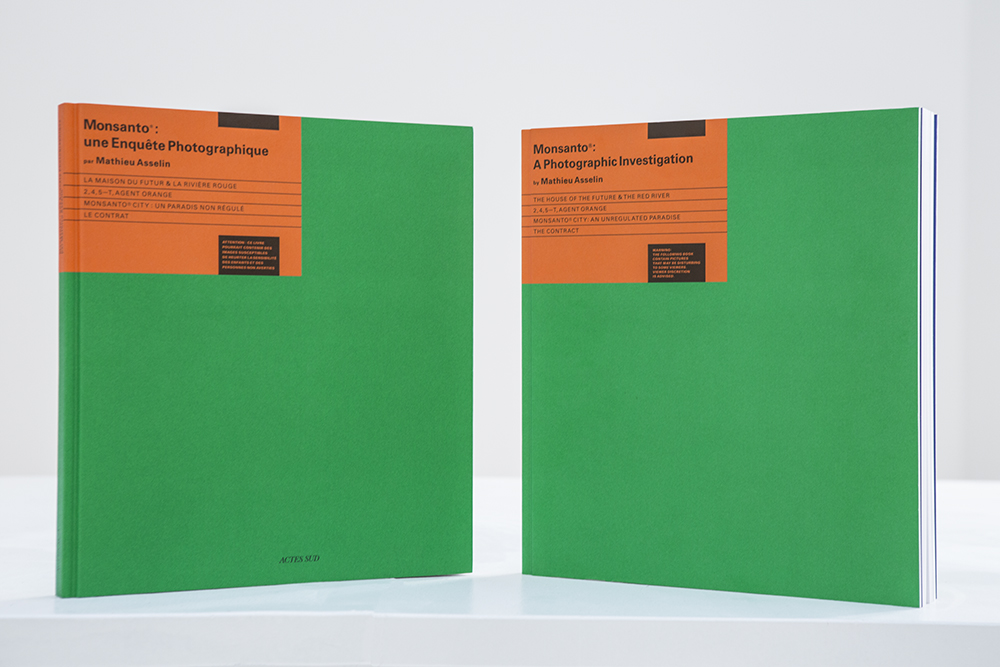
Monsanto: A Photographic Investigation de Mathieu Asselin. Publié par Actes Sud (France) et Verlag-Kettler (Allemagne) Juin 2017

- Mathieu Asselin, avec la contribution de Ricardo Baez (designer) et Frédérique Wallis Davy (écrivain), Monsanto : une enquête photographique, Actes sud (édition française), juin 2017, 156 p. (ISBN 978-2-330-07805-8) ;
- (en) Mathieu Asselin, avec la contribution de Ricardo Baez (designer) et Frédérique Wallis Davy (écrivain), Monsanto: A Photographic Investigation / Monsanto: une Enquête Photographique, Verlag Kettler (édition anglaise) / Actes Sud (édition francaise), juin 2017, 156 p. (ISBN 978-3-86206-657-5).